# Historie technologií displejů
Historie technologií displejů je zaměřena na elektricky ovládané displeje, které se vyvinuly z elektromechanických systémů pro zobrazování textu, až po plně elektronická zobrazovací zařízení, umožňující zobrazovat pohyblivou 3D barevnou grafiku.
Elektromagnetická zařízení, používající solenoidové cívky pro ovládání/překlápění částí budoucích obrazců byla nejstaršími typy (avšak dosud používanými na nádražích) zařízení pro zobrazování textů, cen zboží, doby příjezdu/odjezdu vlaků atp.
Vakuové obrazovky byly řadu dekád používány pro zobrazování textu i videa.
Později převzaly část trhu displeje plazmové, LCD (Liquid crystal display), včetně pevnofázových komponent, jako tenkovrstvové tranzistory, diody LED, a OLED. Rozvoj mikroelektroniky umožňuje dnes zahrnout mnohem více jednotlivých obrazových bodů (individual picture elements) do jediného zobrazovacího zařízení, což umožňuje realizovat grafické displeje a videa.

## Příklady obchodního zavedení jednotlivých technologií
- 1922, Monochromatická vakuová obrazovka (Cathode ray tube, CRT) ‒ speciální elektronka s vrstvou luminoforu, kde svítící bod vytváří dopadající svazek elektronů.
- 1954, Barevná vakuová obrazovka (Color CRT).
- 1957, Displej s překlápěnými listy/disky (Flip-flap/disc display) ‒ displej (např. Pragotron) tvoří otočné listy, přičemž na jednotlivých listech mohou být jak jednotlivé znaky (číslice, písmena), tak i celá slova či víceslovné informace.
- 1964, Monochromatický plazmový displej (Monochrome plasma display).
- 1967, Vakuový fluorescenční displej.
- 1968, Bistabilní paměťová obrazovka (Direct-View Bistable Storage Tube) [2].
- 1968, Textový displej LED (Eggcrate display) ‒ displej s diodami LED, které jsou umístěny v „bedně na vejce“.
- 1969, Dotyková obrazovka (Pin screen) ‒ displej pro zrakově postižené osoby.
- 1971, Displej z kapalných krystalů LCD typu "Twisted nematic field effect" ‒ kapalné krystaly mohou téci jako kapalina, ale zároveň mají uspořádaní jako krystal.
- 1984, Displej LCD typu "Super-twisted nematic", viz Monitor (obrazovka), LCD.
- 1986, Displej LCD s tenkovrstvými tranzistory (Thin film transistor LCD).
- 1987, Digitální zpracování světla (Digital Light Processing) ‒ optická mikro-elektro-mechanická technologie, která používá mikro-zrcátka.
- 1995, Plně barevný plazmový displej.[3]
- 2003, Displej OLED (Organic light-emitting diode).[4]
- 2004, Displej typu elektronický papír (Electronic paper) ‒ plochý displej, který odráží světlo jako normální papír.
- 2015, Displej QLED (Quantum dot display) ‒ displej, který používá „kvantové body“ tj. polovodičové nanokrystaly, které mohou vytvářet čistě monochromatické červené, zelené a modré záření; jde obvykle o zesilující vrstvu s „kvantovými tečkami“, které vylepšují LCD TV s podsvícením LED[5].

## Ilustrace jednotlivých technologií

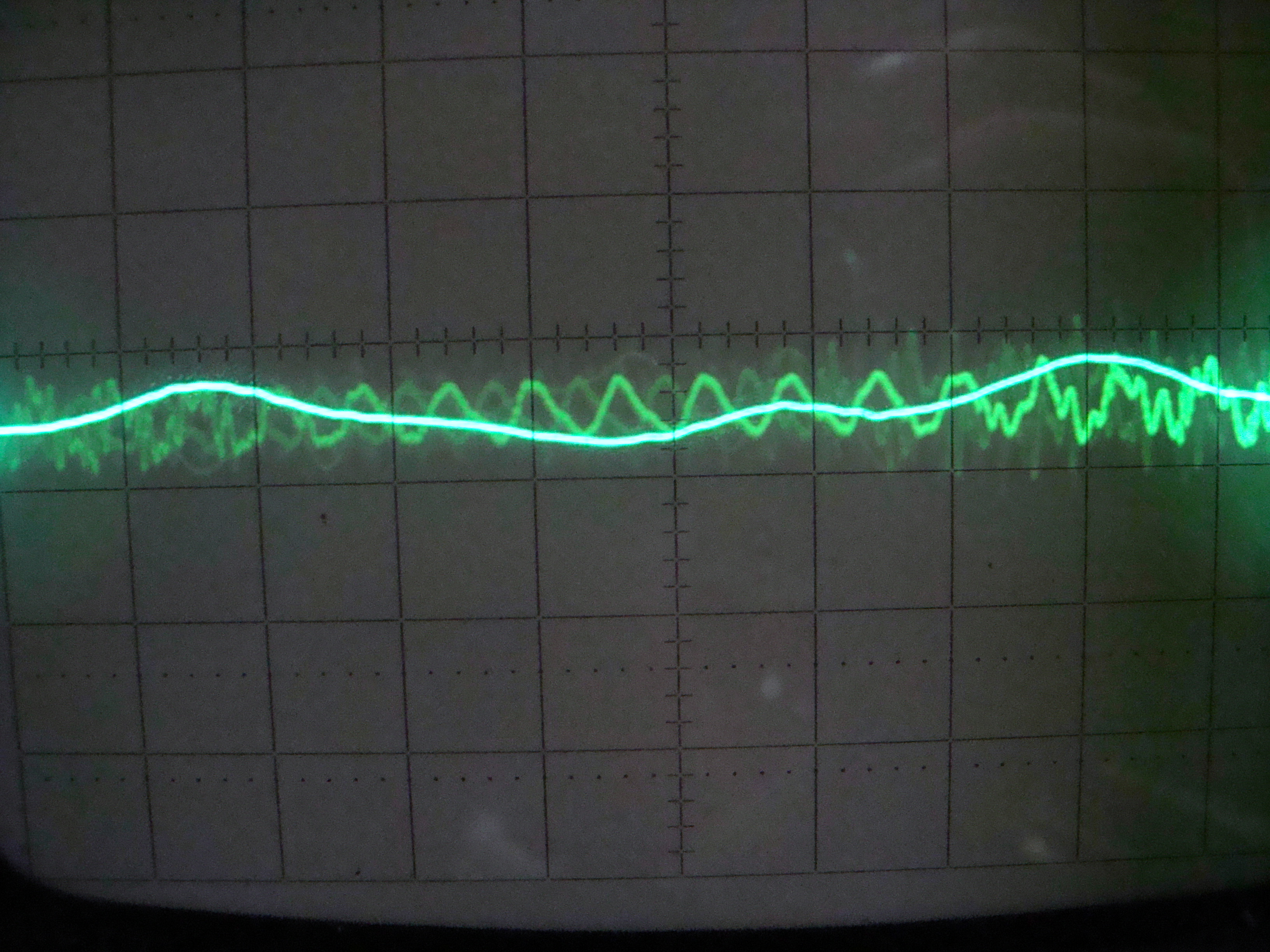
Vakuová obrazovka osciloskopu; dvoupaprskové zobrazení
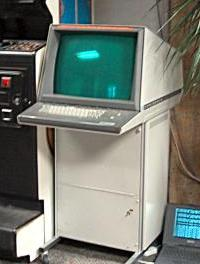
Vakuová paměťová obrazovka pro přímé pozorování
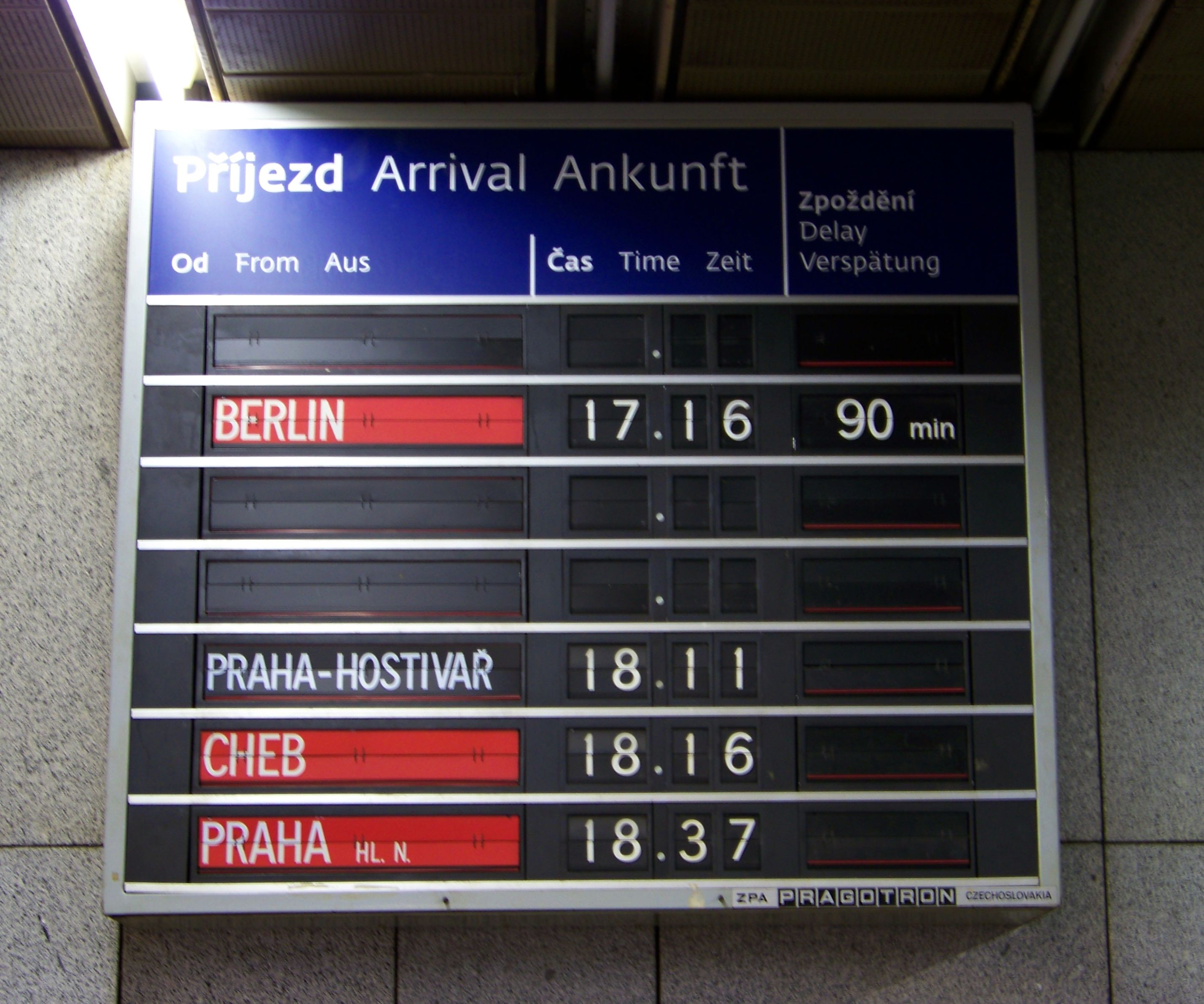
Displej s překlápěnými listy; dosud používaný; Praha-Holešovice
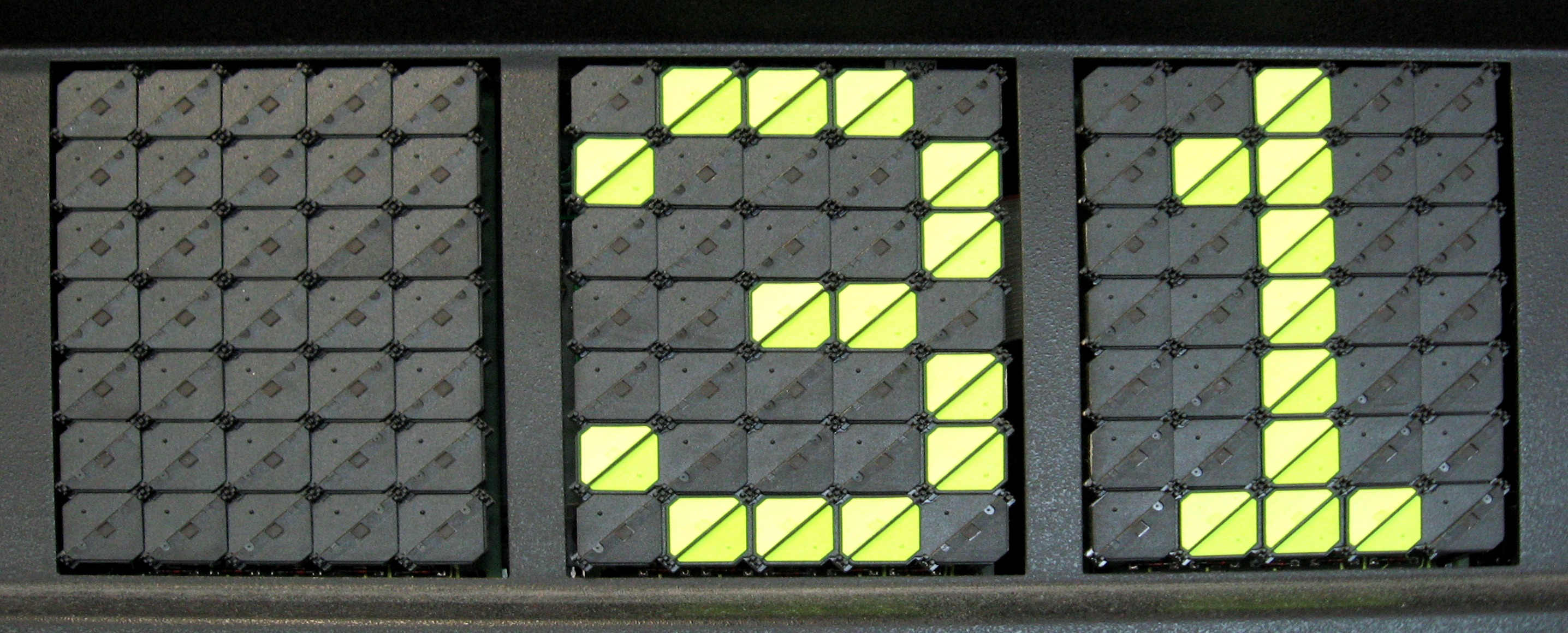
Displej s překlápěnými body.
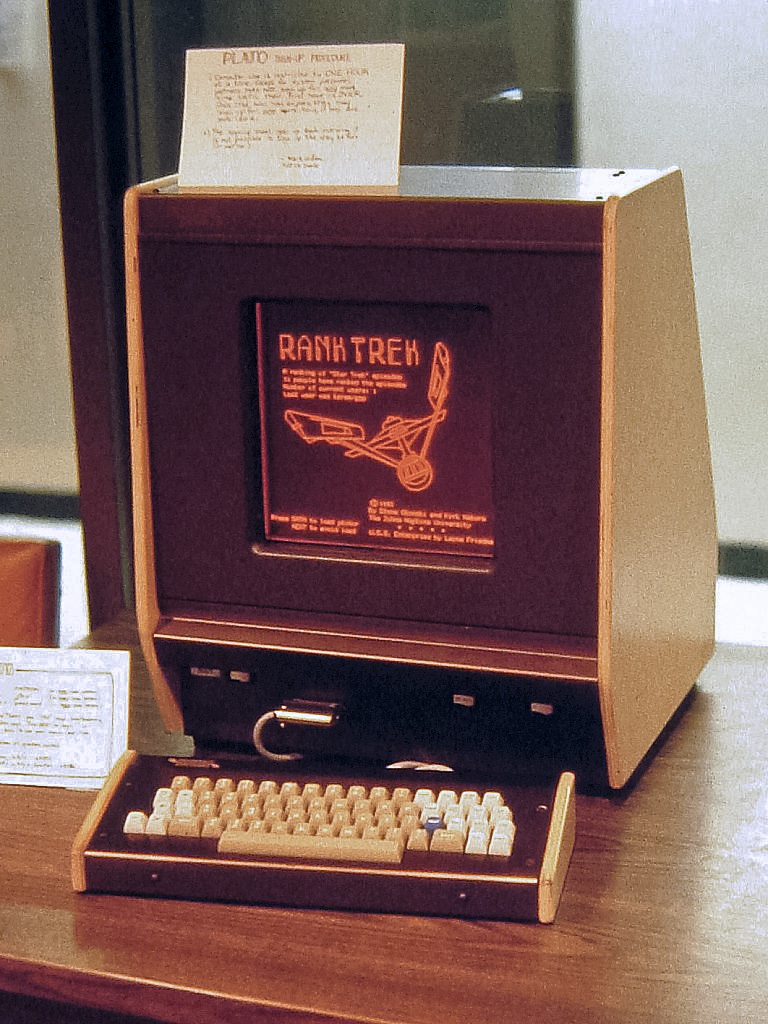
Vakuová obrazovka monochromatická; počítačový terminál
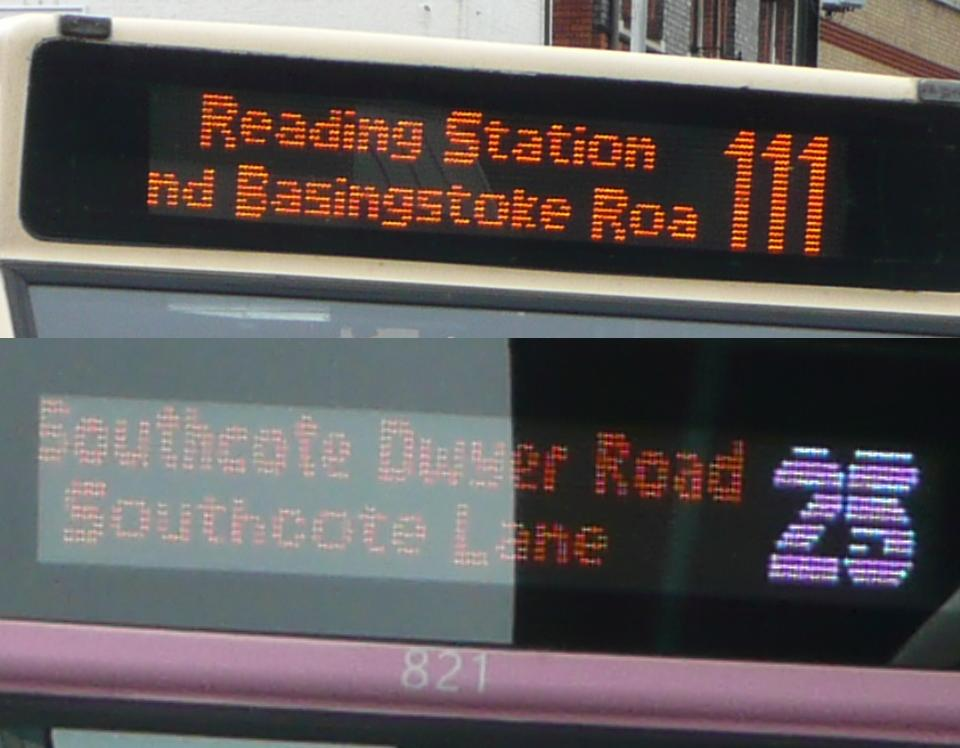
Displej LED pro autobusové nádraží
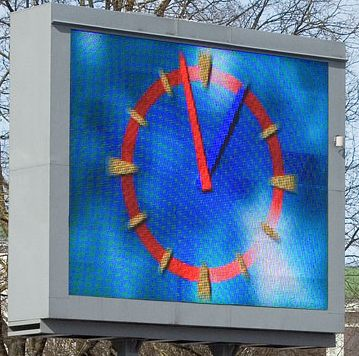
Displej LED; 64 800 diod LED; 8 ft x 10 ft
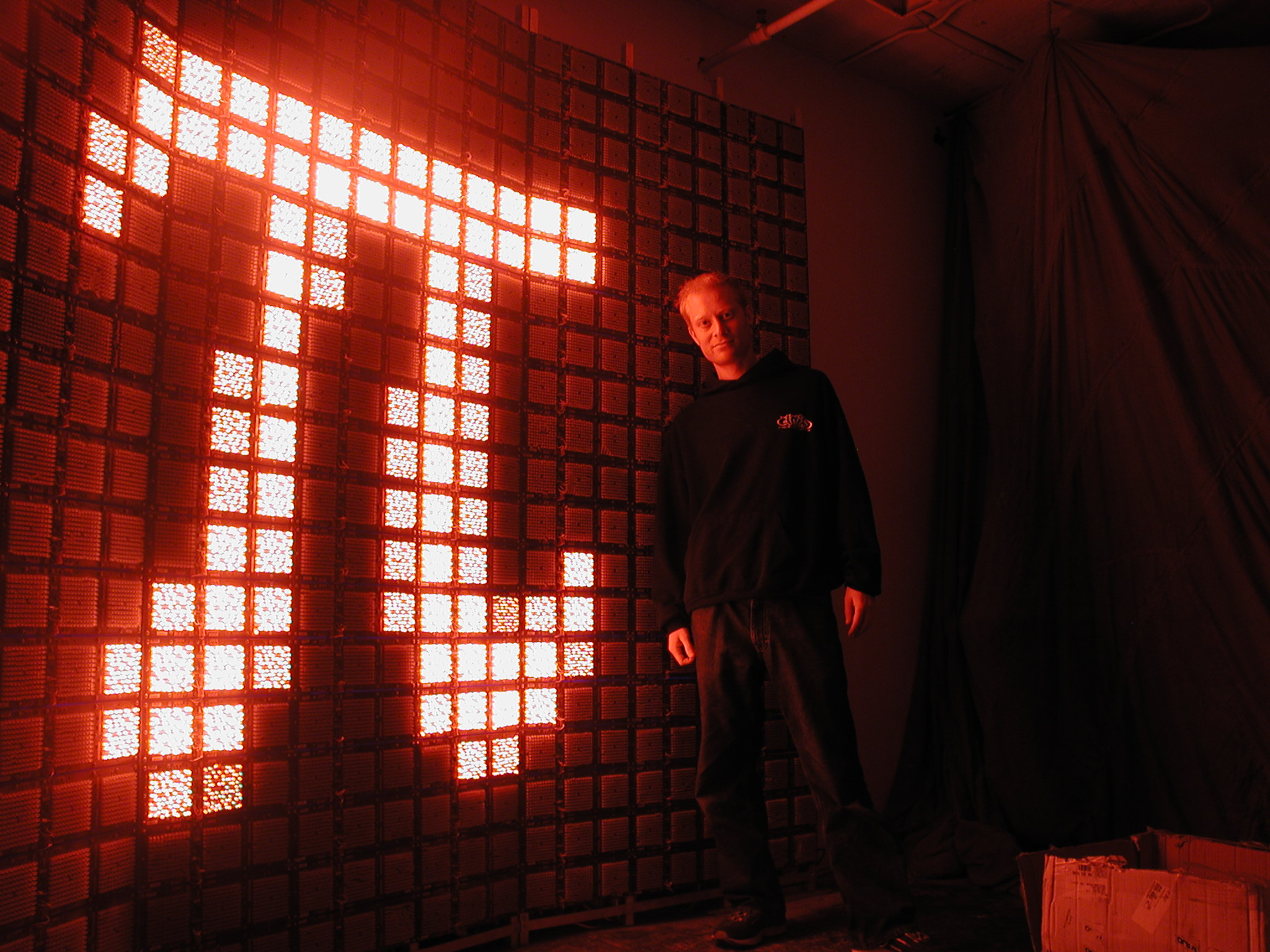
Muž stojící vedle displeje (8 ft x 10, 64 800 diod LED)
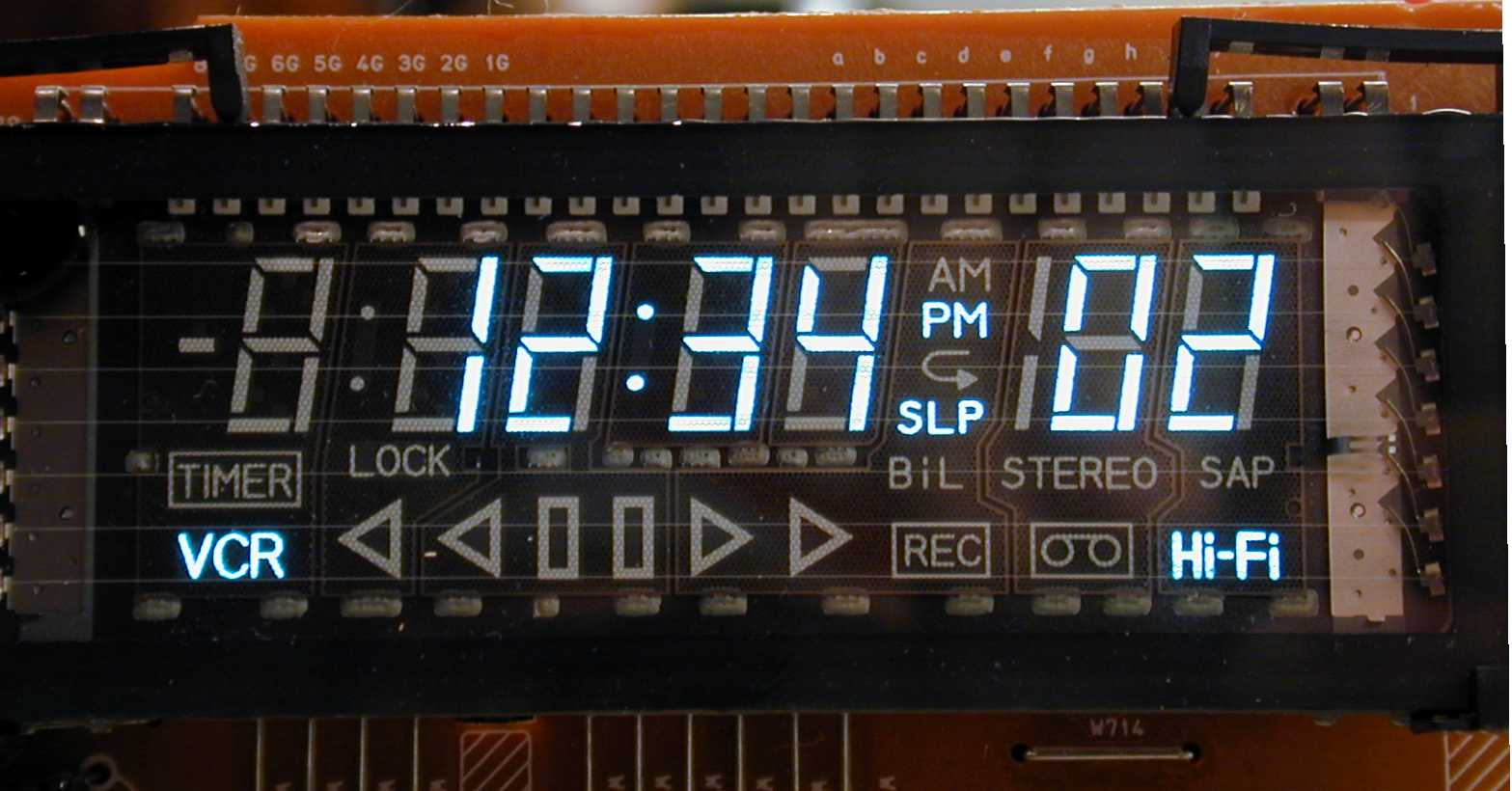
Displej vakuový fluorescenční pro video-kazetový rekordér
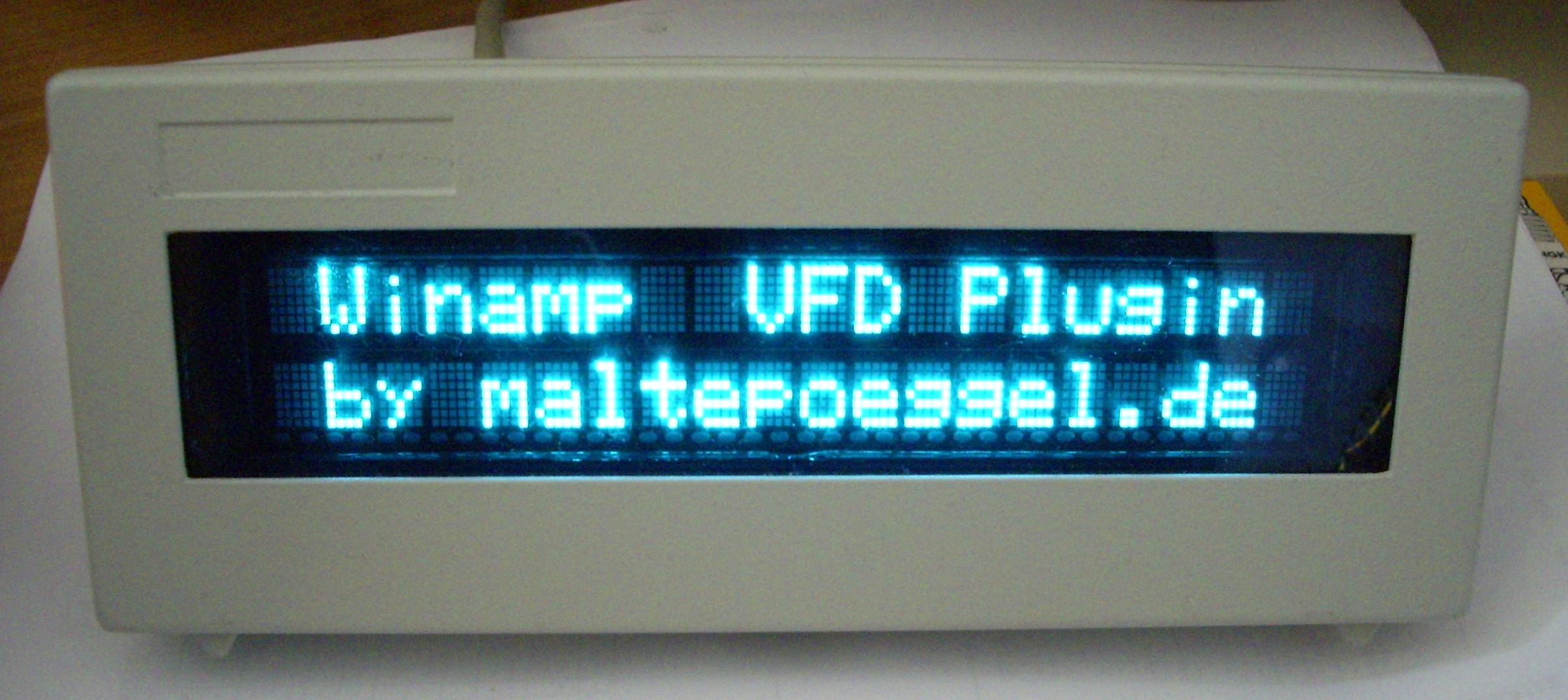
Displej vakuový rastrovací fluorescenční
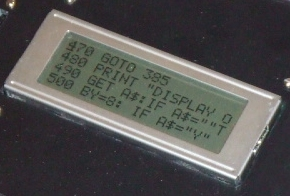
Displej LCD; 20x4 znaky; v plastové krabičce; 1971
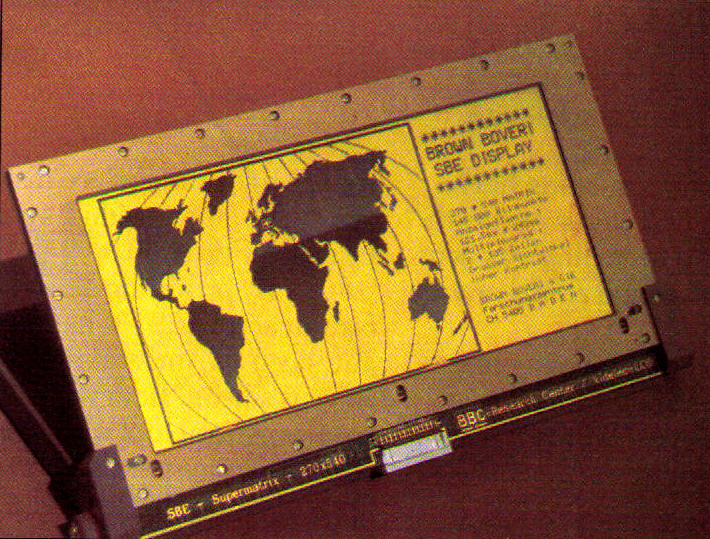
Displej LCD, pasivní maticový, s rozlišením 540x270 pixelů
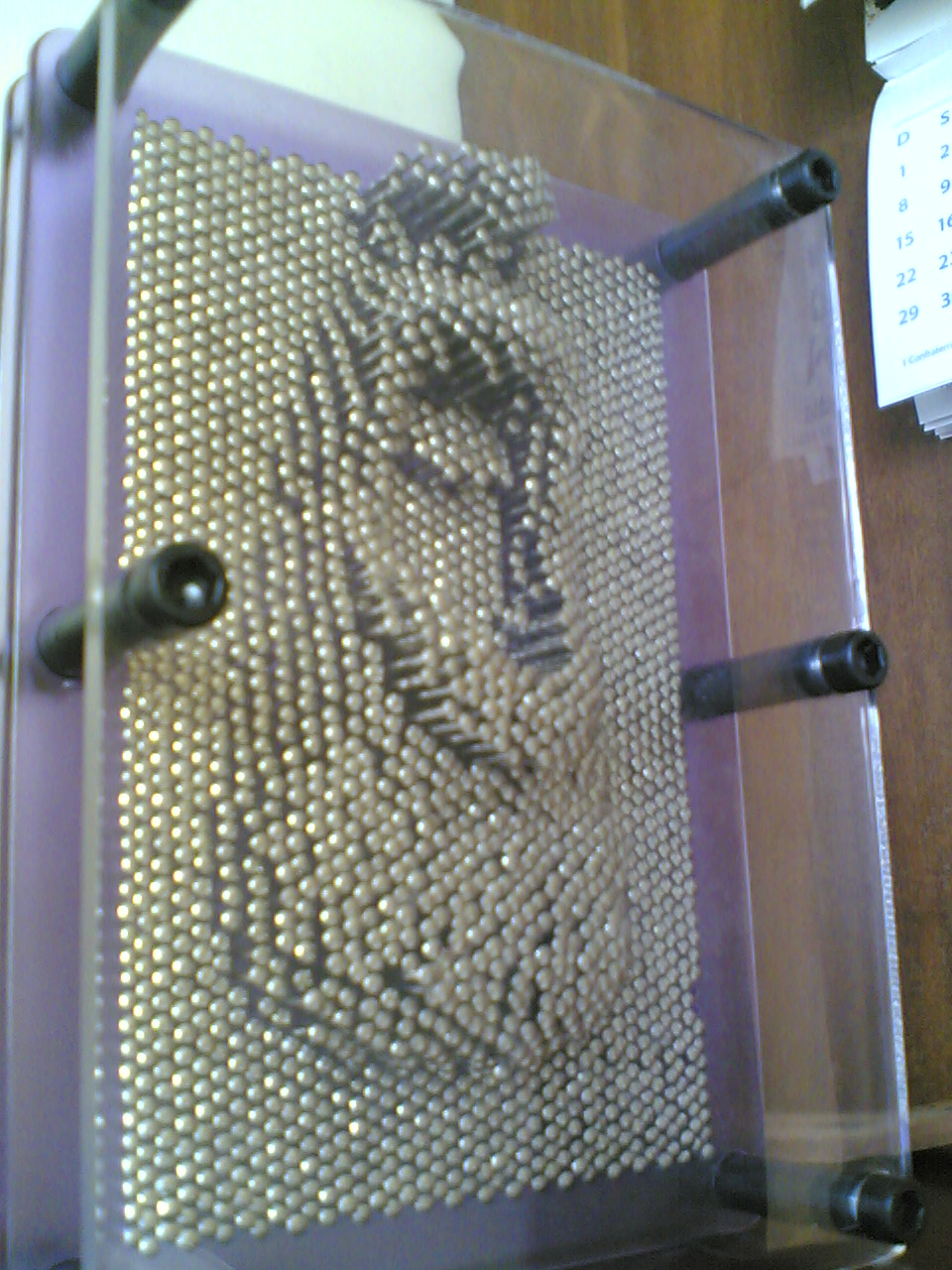
Displej pro dotykové vnímání; spodní část tváře
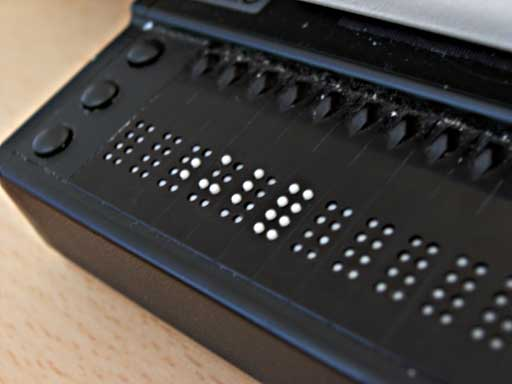
Displej obnovitelný; typ "Braille"
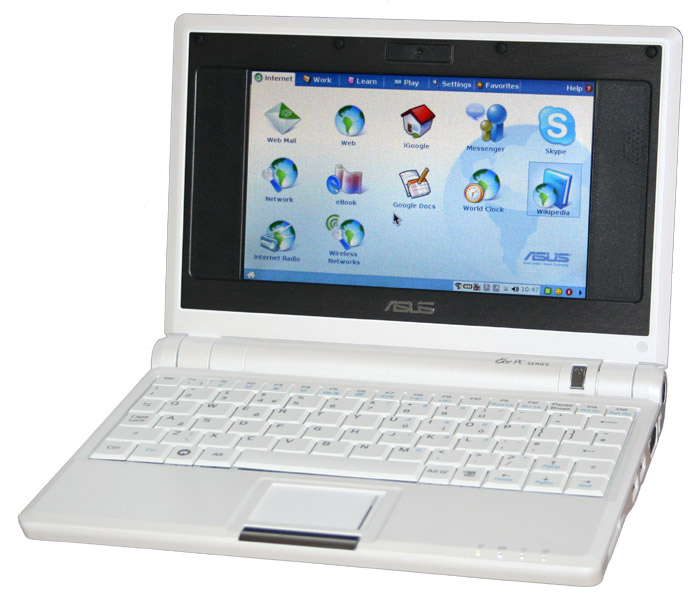
Displej typu TFT LCD (thin-film-transistor liquid-crystal display)
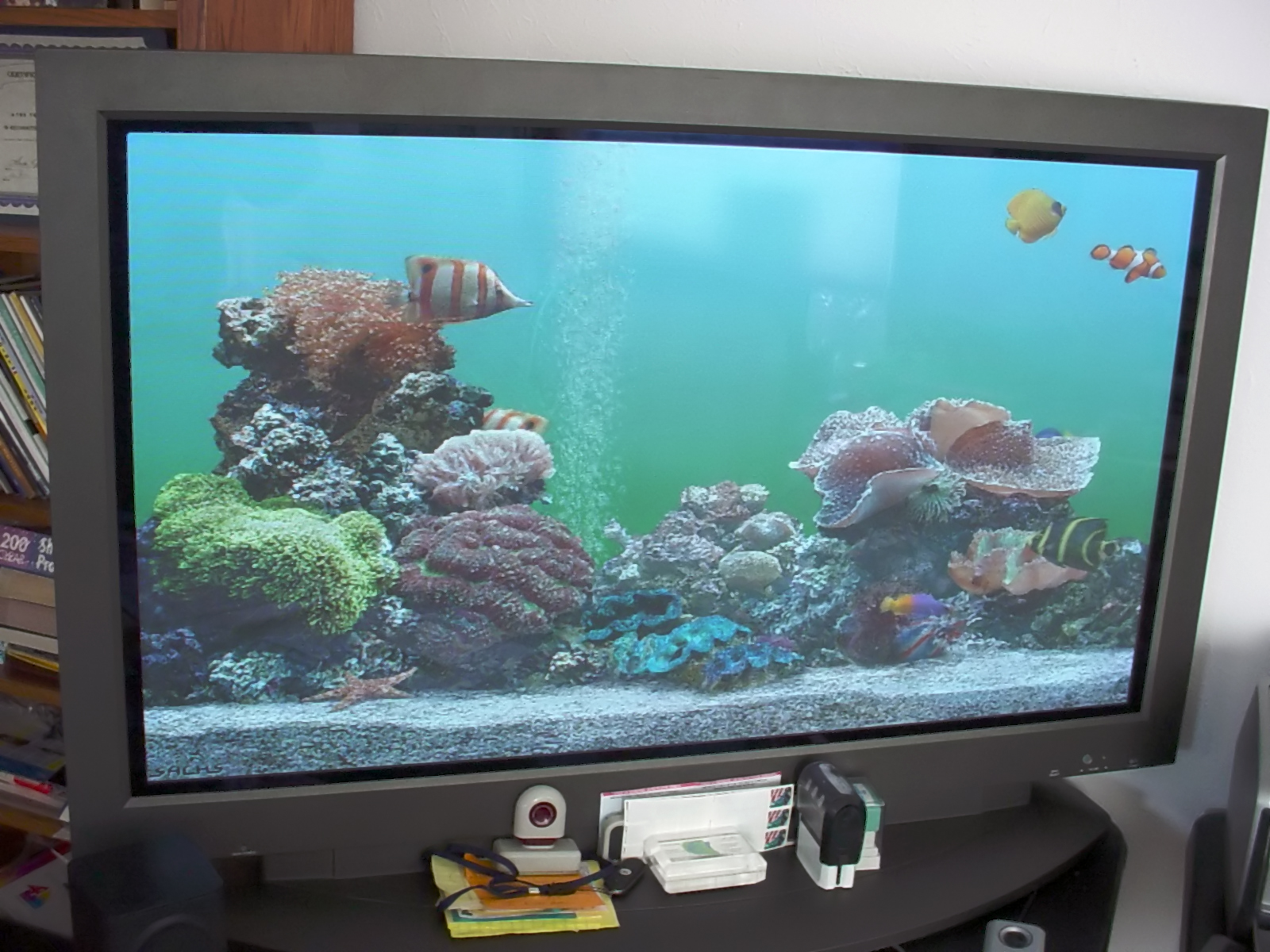
Barevný plazmový displej
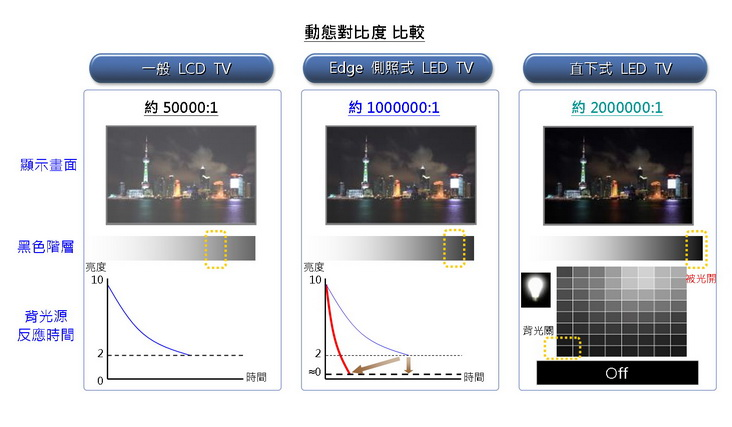
Srovnání LCD displejů podle druhu podsvícení: (LCD TV) zářivka se studenou katodou; (Edge LED TV) bílé diody LED na okraji panelu; (LED TV) matice bílých diod LED
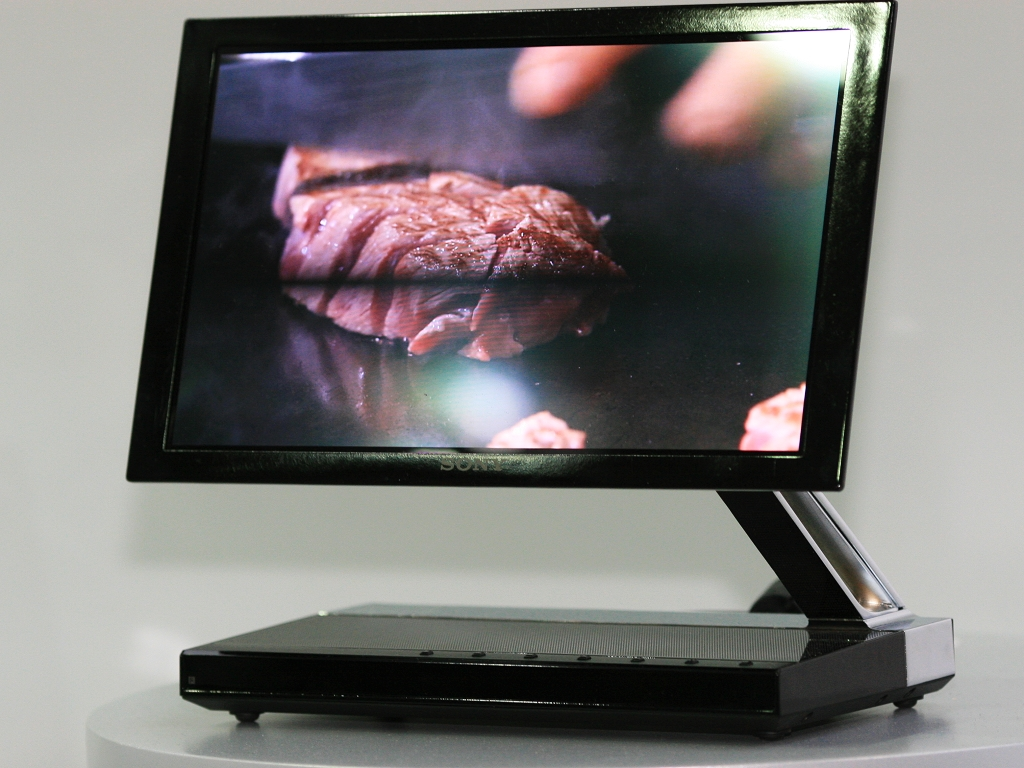
Displej OLED; Sony XEL-1; první OLED TV
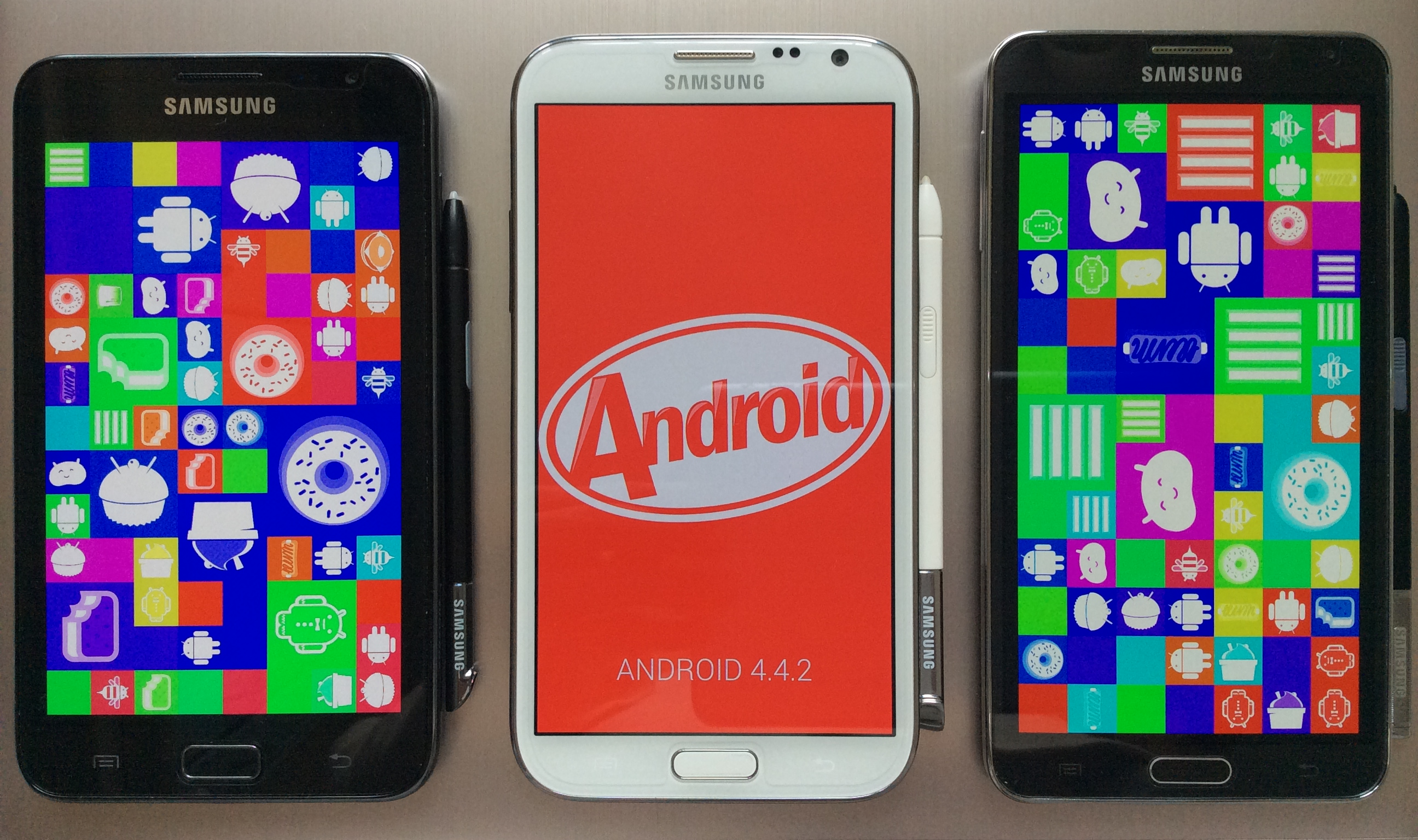
Telefon Galaxy.
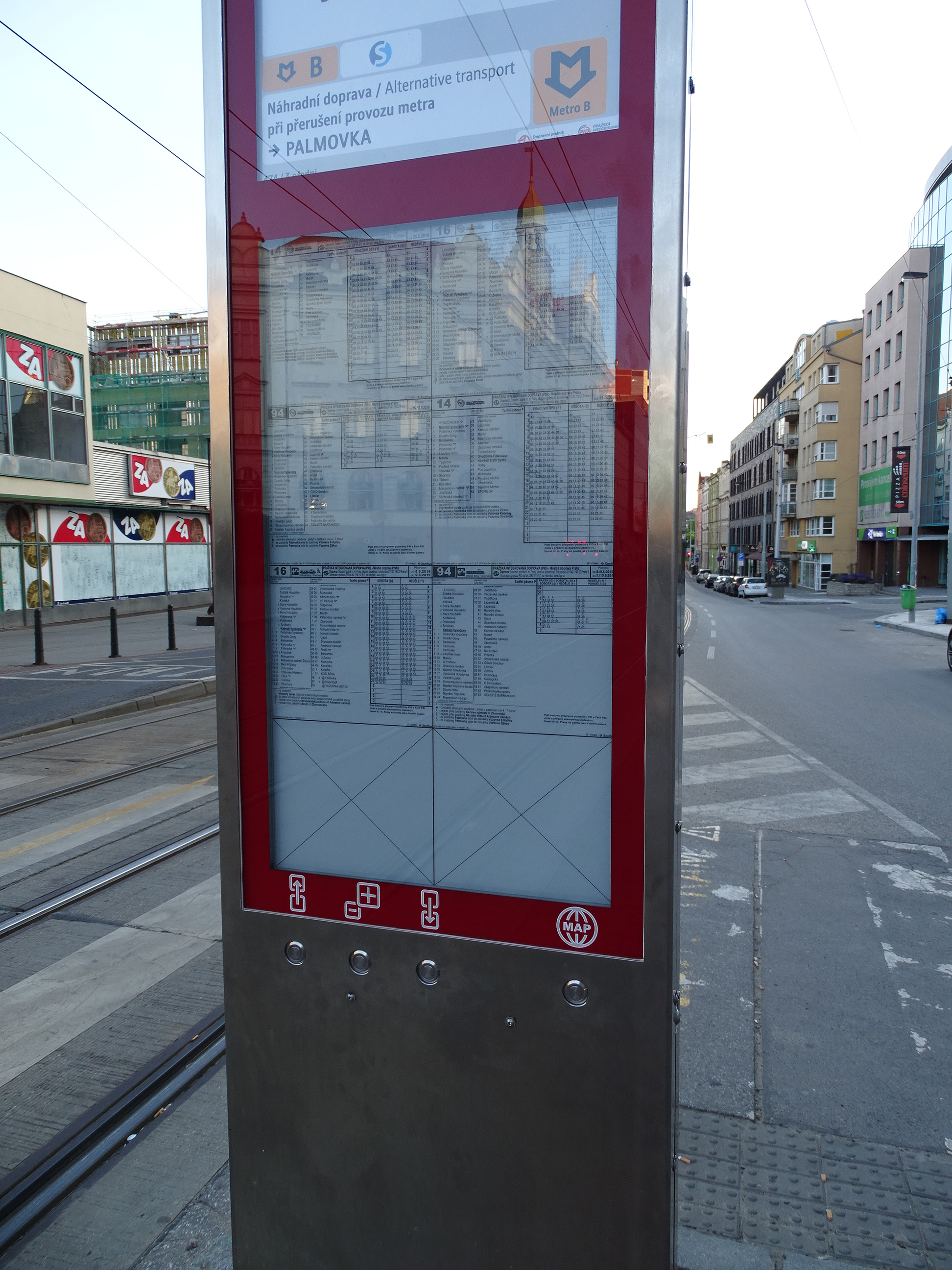
Zastávkový sloupek s e-papírem; Vysočany
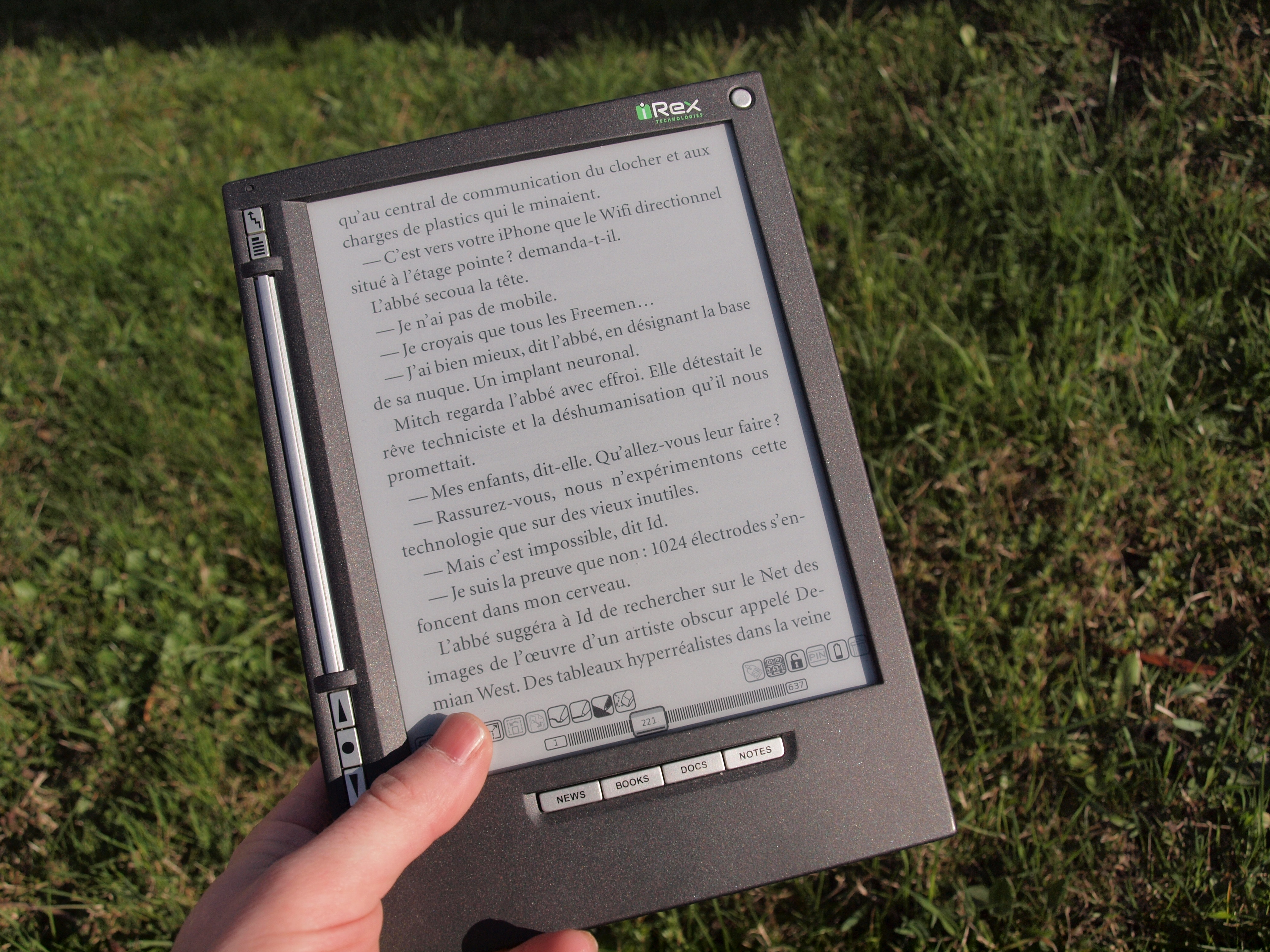
Displej typu elektronický papír; čtečka pro sluneční osvětlení
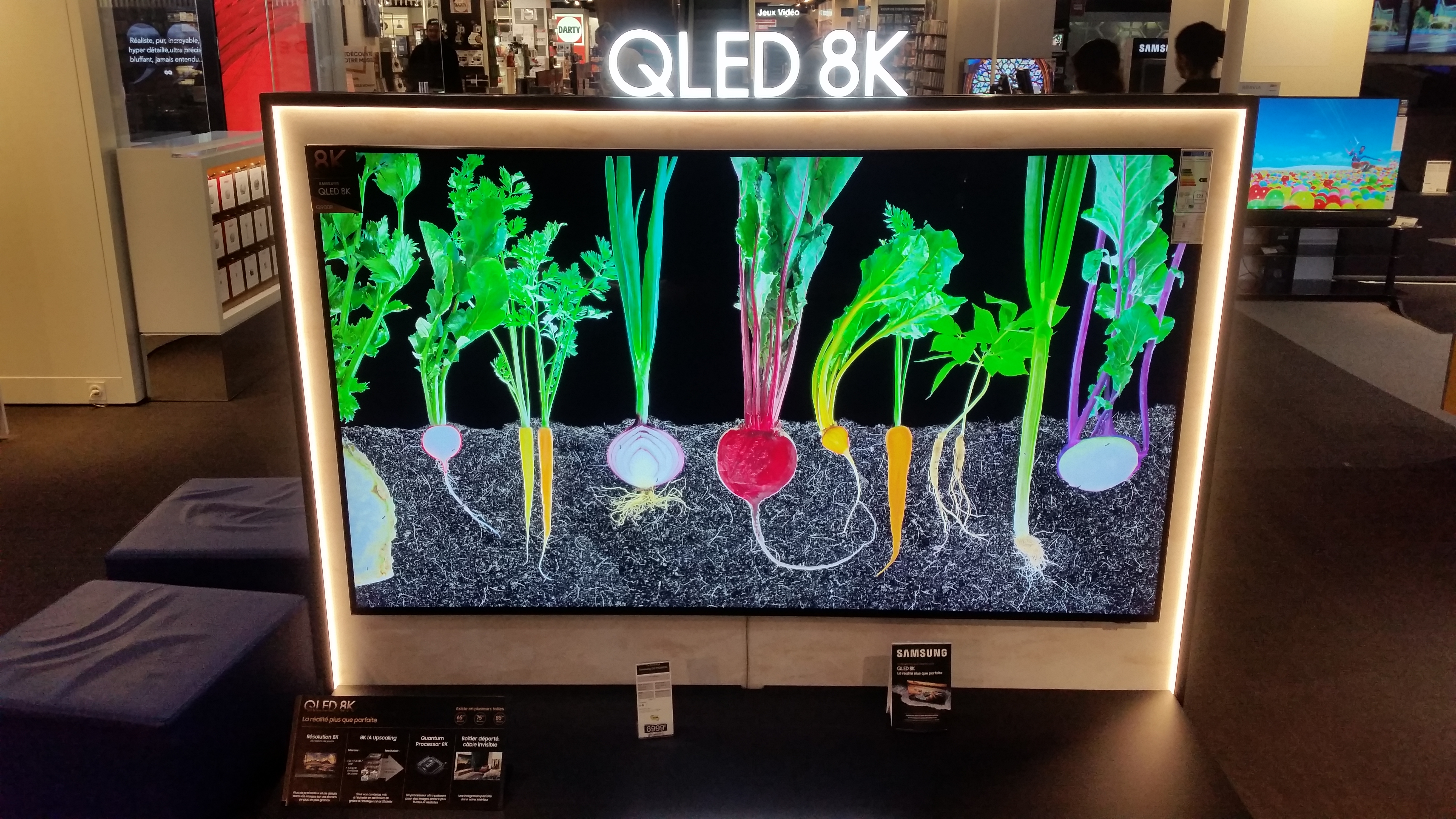
Samsung QLED TV, 2018